# Копечень (комуна, Ілфов)
Копечень, Копечені (рум. Copăceni) — комуна у повіті Ілфов в Румунії. До складу комуни входить єдине село Копечень.
Комуна розташована на відстані 18 км на південь від Бухареста.

## Населення
У 2009 році у комуні проживали 3028 осіб.

## Зовнішні посилання
- Дані про комуну Копечень на сайті Ghidul Primăriilor [Архівовано 3 квітня 2013 у Wayback Machine.]